# 2333 Porthan
2333 Porthan è un asteroide della fascia principale. Scoperto nel 1943, presenta un'orbita caratterizzata da un semiasse maggiore pari a 2,6443444 au e da un'eccentricità di 0,1368310, inclinata di 11,94172° rispetto all'eclittica.
L'asteroide è dedicato al linguista finlandese Henrik Gabriel Portham.